# 名犬ラッシー/ラッシーの“クーガーはともだち”
『名犬ラッシー/ラッシーの“クーガーはともだち”』（Flight of the Cougar）は、エリック・ナイト作の『名犬ラッシー』を原作とした1967年のアメリカ合衆国のファミリードラマテレビ映画。アメリカで1954年から1974年まで放送された『名犬ラッシー』のシーズン14のエピソード「Cry of the Wild」、「The Guardian」、「Starfire」を一つにした作品である。ロバート・ブレイ、バート・ダグラス、メリー・アンダース、レス・ブラウン・Jr出演。
日本では1989年にアポロン音楽工業からビデオが発売された。

## あらすじ
森林警備隊のコーリー・スチュアートは相棒のラッシー、そして気象学者であるバートと共に、キャロルとリックの姉弟が開いているドーソングライダー教習所を訪れる。ここでキャロルが操縦するグライダーに測定装置をつけて今まで謎だった気流の原理を解き明かし、山火事や乱気流などの危険から多くの命を守ることがコーリーとバートの目的だった。到着したコーリーたちは、キャロルとリックの親代わりで牧童頭のレン・ブリッグスに会う。ラッシーを連れたコーリーとバートはレンと調査について話し、教習所を休みにして今回の調査に協力してくれたことを感謝した後、丁度着陸したキャロルとリックの元に向かう。4人と1匹が挨拶を交わしてバートとリックは各々の乗り物を移動し、コーリーとラッシーはキャロルと一緒に馬のスターファイヤーがいる柵の前まで行く。コーリーはキャロルから、スターファイヤーは暴れ馬でまだ手が付けられないと聞かされる。
夕食後調査日程についてバートと話し合ったコーリーは、彼から不慮の事故で亡くなった自分の友人がキャロルの婚約者で近々結婚する予定だったことを聞かされる。そしてバートはそのことがキャロルの心に暗い影を落としているのではないかと心配し、彼女が今回の調査で無茶をしないよう祈っていることをコーリーに話す。そのときスターファイヤーの鳴き声が聞こえてコーリーたちが様子を見に行くと、野生動物が小屋に侵入しニワトリをさらっていくのを見つける。レンとリックによるとこれはクーガーの仕業で、これ以上見過ごせないとレンは翌日からラッシーを連れてクーガーの駆除に乗り出す。クーガーを発見したレンが足を撃ちラッシーが追いかけるが、クーガーが悪者ではないことを見抜いた彼女はレンの目をクーガーから遠ざけて牧場に戻る。単独でクーガーのところに戻ったラッシーはクーガーが子持ちであることを知る。ラッシーはクーガーの赤ちゃんを安全な穴ぐらへと移動させ、そこに現れた牧場に侵入した真犯人の狼を追い払う。
赤ちゃんを育てるクーガーを見たラッシーは、彼女たちを守ることを決意する。調査のための装置を付け終わったコーリーとバートは、キャロルに危険性が高いルートを飛ぶ際には指示に従うよう伝える。そして昼食の時間になり、リックとレンがバーベキュー用の大きな肉を取り出してきたのをラッシーが見つけ、こっそりクーガーのために持って行こうとする。それをコーリーに発見され叱られるラッシーだが、キャロルの厚意により見逃され、ラッシーは肉を全部クーガー親子に与えに穴ぐらに向かう。翌日グライダーによる調査が開始されバートとラッシーが滑走路から見守るなか、リックの操縦する小型機に引かれてキャロルとコーリーが乗るグライダーが無事離陸する。小型機から切り離されたグライダーでは、些細なトラブルがあったが他に異常はなく、飛行は無事成功する。その頃ラッシーは冷蔵庫を自分で開けて肉を取り出し、クーガーに与えに行っていた。最近のラッシーの行動を不審に思ったコーリーは、リックから餌の骨を山に持っていたことを聞き、他の動物に分け与えていると知る。一方空からクーガーを見かけたリックはレンに報告し、2人はクーガー退治に出かける。クーガー親子の身を案じたラッシーは、クーガーの元に急ぐ。

## キャスト
※括弧内は日本語吹替
- ラッシー
- コーリー・スチュアート - ロバート・ブレイ（英語版）（ビデオ版：堀勝之祐／DVD版：宗矢樹頼）
- バート - バート・ダグラス（江原正士／飯島肇）
- キャロル・ドーソン - メリー・アンダース（高島雅羅／？）
- リック・ドーソン - レス・ブラウン・Jr（堀内賢雄／？）
- レン・ブリッグス - スチュアート・ランドール（英語版）（石井敏郎／？）

## スタッフ
- 監督：ジャック・B・ヒヴリー、ウィリアム・ボーダイン（英語版）
- 脚本：ロバート・シェイファー、エリック・フリーウォルド
- 製作：ロバート・ゴールデン
- 製作総指揮：ジャック・ラザー
- 撮影監督：ロバート・F・スパークス
- 編集：モニカ・コリングウッド
- 音楽：ネイサン・スコット

日本語版スタッフ
- ビデオ吹替版

翻訳：磯村愛子
演出：田島荘三
効果：PAG
調整：近藤勝之
スタジオ：コスモスタジオ
制作：斉藤誠、コスモプロモーション